# Pseudo-Martyr
Pseudo-Martyr is een polemisch traktaat dat de Engelse metafysische dichter John Donne schreef in 1610. 
Met deze tekst wilde Donne bijdragen aan de religieuze pamfletoorlog die in die tijd werd gevoerd. Hij verdedigde het standpunt dat Engelse Rooms-katholieken trouw moesten zweren (de sedert de Gunpowder Plot ingestelde Oath of Allegiance) aan Jacobus I van Engeland. Op die manier konden ze loyaal blijven aan het geestelijk gezag van Rome, en vervolging vermijden door de Britse Kroon. Jacobus I was zo opgetogen over de verhandeling dat hij Donne de eretitel master of arts verleende. Het werk is sterk autobiografisch, want Donnes familie had in die tijd grote moeite om zich als katholieken binnen het tegenover hen vijandig politiek klimaat staande te houden.
Pseudo-Martyr was ook het eerste werk van John Donne dat in druk verscheen en ook het enige dat hij als advocaat schreef. William Stansby was de drukker. In 1611 volgde een andere tekst die eveneens beoogde Rooms-katholieken te overhalen om de eed van trouw aan de protestantse koning te zweren: Ignatius his Conclave. In beide teksten viel hij de Jezuïeten heftig aan.